# Condado de Logan (Arkansas)
O Condado de Logan é um dos 75 condados do estado americano do Arkansas. Possui duas sedes de condado, Paris (distrito setentrional) e Booneville (distrito meridional). Sua população, segundo o censo americano de 2000, é de 22 486 habitantes.